# Всеафриканські ігри 1973

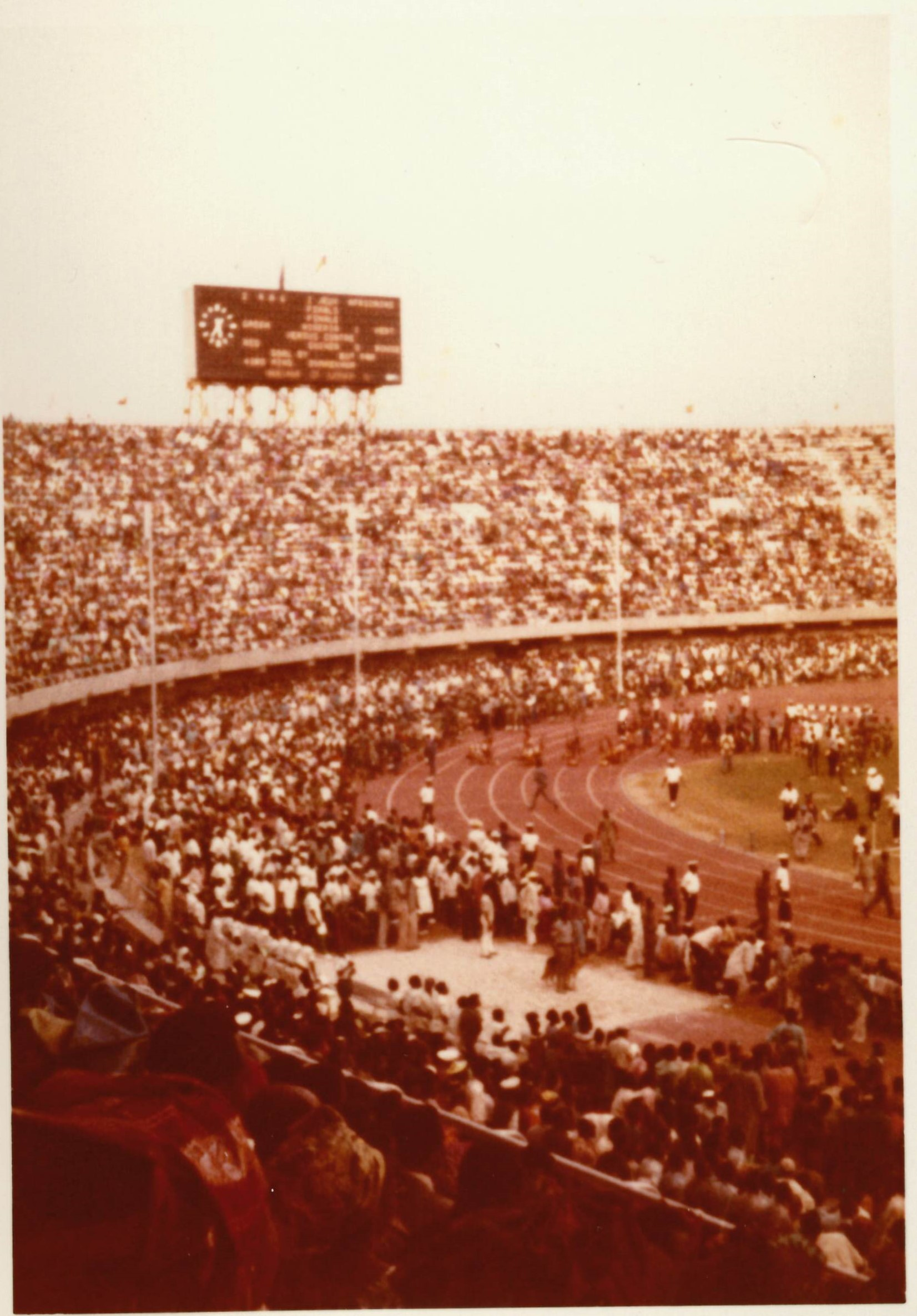
Всеафриканські ігри 1973

ІІ Всеафрика́нські і́гри — континентальні спортивні змагання, що проходили з 7 по 18 січня 1973 року в місті Лагос (Нігерія). У змаганнях з 12 видів спорту взяли участь понад 4000 спортсменів із 36 країн Африки. Переможцем у загальнокомандному медальному заліку стала збірна команда Єгипту.

## Історія проведення
Після успіху І Всеафриканських ігор, наступні ігри мали пройти у 1969 році в Бамако (Малі). Проте, військовий переворот, що відбувся у країні, унеможливив проведення ігор. Їх було перенесено на 1971 рік до Нігерії. Цього разу на заваді проведення ігор стали військові дії, що велися в Нігерії.
Врешті, у січні 1973 року на Національному стадіоні Лагосу відбулась урочиста передача вогню, запаленого за тиждень до того у столиці перших ігор Браззавілі (Республіка Конго).
Поліцією і військовими було введено надзвичайні заходи безпеки.
Як почесні гості на відкриття змагань були запрошені такі зірки світового спорту, як Мухаммед Алі, Пеле, Джессі Оуенс, Абебе Бікіла.

## Медальний залік
| Країна           | Золото | Срібло | Бронза | Разом |
| ---------------- | ------ | ------ | ------ | ----- |
| Єгипет           | 25     | 16     | 15     | 56    |
| Нігерія          | 18     | 25     | 20     | 63    |
| Кенія            | 9      | 9      | 18     | 36    |
| Уганда           | 8      | 6      | 6      | 20    |
| Гана             | 7      | 7      | 13     | 27    |
| Туніс            | 4      | 6      | 3      | 13    |
| Алжир            | 4      | 5      | 13     | 22    |
| Ефіопія          | 4      | 3      | 6      | 13    |
| Сенегал          | 4      | 2      | 6      | 12    |
| Кот-д'Івуар      | 2      | 0      | 4      | 6     |
| Марокко          | 1      | 3      | 3      | 7     |
| Судан            | 1      | 1      | 1      | 3     |
| Гвінея           | 1      | 1      | 0      | 2     |
| Малі             | 1      | 1      | 0      | 2     |
| Танзанія         | 1      | 1      | 0      | 2     |
| Замбія           | 1      | 0      | 6      | 7     |
| Сомалі           | 1      | 0      | 0      | 1     |
| Мадагаскар       | 0      | 2      | 3      | 5     |
| Камерун          | 0      | 1      | 3      | 4     |
| Республіка Конго | 0      | 1      | 3      | 4     |
| Гамбія           | 0      | 1      | 0      | 1     |
| Нігер            | 0      | 1      | 0      | 1     |
| Бенін            | 0      | 0      | 1      | 1     |
| Есватіні         | 0      | 0      | 1      | 1     |
| Того             | 0      | 0      | 1      | 1     |
| Всього           | 92     | 92     | 126    | 310   |

## Легка атлетика

### Чоловіки
| Дисципліна                     | Золото                     | Срібло                  | Бронза                                  |
| ------------------------------ | -------------------------- | ----------------------- | --------------------------------------- |
| Біг (100 метрів)               | Охене Карікарі Гана        | Барка Сай Сенегал       | Джон Мвебі Кенія                        |
| Біг (200 метрів)               | Охене Карікарі Гана        | Джордж Деніелс Гана     | Джон Мвебі Кенія                        |
| Біг (400 метрів)               | Чарлз Асаті Кенія          | Теленьє Безабех Ефіопія | Мулужета Тадесса Ефіопія                |
| Біг (800 метрів)               | Космас Сілей Кенія         | Джон Кіпкуржат Кенія    | Сід Алі Джоуді Алжир                    |
| Біг (1500 метрів)              | Філберт Байї Танзанія      | Кіп Кейно Кенія         | Шибру Регасса Ефіопія                   |
| Біг (5000 метрів)              | Бен Джіпчо Кенія           | Мірутс Їфтер Ефіопія    | Поль Мозе Кенія                         |
| Біг (10000 метрів)             | Мірутс Їфтер Ефіопія       | Поль Мозе Кенія         | Річард Джама Кенія                      |
| Марафон                        | Мамо Волде Ефіопія         | Ленісса Бедаме Ефіопія  | Річард Мабуза Свазіленд                 |
| Стиплчез (3000 метрів)         | Бен Джіпчо Кенія           | Еванс Могака Кенія      | Йоханнес Мохамед Ефіопія                |
| Біг з перешкодами (110 метрів) | Фетвелл Кімайо Кенія       | Абояде Коле Нігерія     | Абдулай Сарр Сенегал                    |
| Біг з перешкодами (400 метрів) | Джон Акі-Буа Уганда        | Вільям Коскей Кенія     | Сільвер Айю Уганда                      |
| Стрибки у висоту               | Абдул Нур Васайє Сомалі    | Шейх Тідіан Фейє Гамбія | Ахмаду Евілі Камерун                    |
| Стрибки в довжину              | Джошуа Овусу Гана          | Джон Окоро Нігерія      | Мансур Діа Сенегал                      |
| Стрибки з жердиною             | Мохамед Ала Джита Єгипет   | Лакхдар Рахал Алжир     | Жан-Проспер Цондзабека Республіка Конго |
| Потрійний стрибок              | Мансур Діа Сенегал         | Абрахам Мунабі Уганда   | Моіс Поманей Гана                       |
| Метання диска                  | Намакоро Ніарі Малі        | Юссеф Нагуй Асад Єгипет | Дені Сегі Крагбе Кот-д'Івуар            |
| Метання списа                  | Жаке Айє Абехі Кот-д'Івуар | Джон Маяка Кенія        | Франко Ганоньйо Конго                   |
| Штовхання ядра                 | Юссеф Нагуй Асад Єгипет    | Намакоро Ніарі Малі     | Жан-Марі Джебайлі Алжир                 |
| Метання молота                 | Йован Очола Уганда         | Габріель Лузіра Уганда  | Сейфалла Шахін Єгипет                   |
| Естафета (4×100 метрів)        | Нігерія                    | Гана                    | Кот-д'Івуар                             |
| Естафета (4×400 метрів)        | Кенія                      | Нігерія                 | Уганда                                  |

### Жінки
| Дисципліна                     | Золото                     | Срібло                  | Бронза                  |
| ------------------------------ | -------------------------- | ----------------------- | ----------------------- |
| Біг (100 метрів)               | Еліс Аннум Гана            | Розі Асіда Гана         | Ютіфон Юфон Око Нігерія |
| Біг (200 метрів)               | Еліс Аннум Гана            | Беатріче Евузі Нігерія  | Жозефін Окран Гана      |
| Біг (400 метрів)               | Текла Чемабвай Кенія       | Грейс Бакарі Гана       | Флоренс Мгбакве Нігерія |
| Біг (800 метрів)               | Крістін Анякун Уганда      | Розалінд Джошуа Нігерія | Хелена Опоку Гана       |
| Біг (1500 метрів)              | Піс Кесіме Уганда          | Мері Важакі Кенія       | Рут Єбоа Гана           |
| Біг з перешкодами (100 метрів) | Модупе Ошикоя Нігерія      | Емілія Едет Нігерія     | Будесія Някечо Уганда   |
| Стрибки у висоту               | Модупе Ошикоя Нігерія      | Агнес Ажагба Нігерія    | Магдалена Чесіре Кенія  |
| Стрибки в довжину              | Модупе Ошикоя Нігерія      | Маргарет Одафін Нігерія | Крістін Кабанда Уганда  |
| Штовхання ядра                 | Евелін Океке Нігерія       | Нненна Нджоку Нігерія   | Бріжит Ґозе Кот-д'Івуар |
| Метання диска                  | Розі Харт Гана             | Адобі Околі Нігерія     | Албестін де Соуза Того  |
| Метання списа                  | Констанс Рвабіряджі Уганда | Ліліан Черотіч Кенія    | Анжеліна Чекпієнг Кенія |
| Естафета (4×100 метрів)        | Гана                       | Нігерія                 | Кенія                   |
| Естафета (4×400 метрів)        | Уганда                     | Нігерія                 | Кенія                   |

## Футбол
| Золото  | Срібло | Бронза |
| ------- | ------ | ------ |
| Нігерія | Гвінея | Єгипет |